# Zygmunt Matynia
Zygmunt Zdzisław Matynia – polski prawnik i urzędnik konsularny.

## Życiorys
Zygmunt Matynia ukończył studia na Wydziale Prawa i Administracji Uniwersytetu Jagiellońskiego (1978). Pracował jako asystent i starszy asystent w Katedrze Prawa Administracyjnego UJ. Członek założyciel NSZZ „Solidarność” na WPiA UJ. W okresie stanu wojennego kolporter prasy podziemnej. W latach 1990–1991 był zastępcą kierownika urzędu rejonowego w Krakowie. W latach 1991–1992 pełnił funkcję delegata pełnomocnika rządu ds. reformy samorządu terytorialnego w województwie krakowskim. W 1992 rozpoczął pracę w Stałym Przedstawicielstwie RP przy ONZ w Nowym Jorku. Po powrocie z placówki był dyrektorem w firmie Art. Media Sp. z o.o. Następnie był radcą ministra w sekretariacie Ministra Spraw Zagranicznych oraz naczelnikiem Wydziału Legislacji w Biurze Dyrektora Generalnego MSZ. Lata 2001–2005 spędził jako I sekretarz w Konsulacie Generalnym w Nowym Jorku. W 2005 został powołany na stanowisko zastępcy dyrektora Departamentu Konsularnego i Polonii MSZ. W latach 2006–2011 był członkiem Sekcji Polskiej Międzynarodowej Komisji Stanu Cywilnego oraz członkiem Zespołu ds. Polonii i Polaków za Granicą przy Prezesie Rady Ministrów. Od 2007 do 2012 Konsul Generalny RP w Chicago. Następnie był kierownikiem Wydziału Konsularnego Ambasady RP w Waszyngtonie. W czerwcu 2020 przeszedł na emeryturę.  
W 2012 wyróżniony Medal of Merit Gwardii Narodowej Illinois za pomoc w prowadzeniu współpracy pomiędzy Gwardią Narodową stanu Illinois a polskimi siłami zbrojnymi.
Żonaty z Bożeną, ojciec Karoliny.

## Publikacje
- O apostille nie tak trudno – (artykuł polemiczny), Rzeczpospolita, 30 września 2005.
- W sprawie możliwości stosowania zakazu reformationis in peius przed NSA (artykuł polemiczny), Państwo i Prawo 1987, s. 93–95.
- Korzystanie z dróg publicznych, Organizacja, Metody, Technika, 1984 nr 5 s. 19–23.
- Glosa do wyroku NSA z 20 VII 1984 r. III SA 508/84 [Dot. wniesienia skargi do NSA], Problemy Praworządności, 1985, nr 9/9, s. 137–143.
- Glosa II do wyroku SN z 25 I 1984 r. III ARN 23/83 [Dot. zakazu reformationis in peius w postępowaniu przed NSA ; obowiązku uiszczenia opłaty rocznej z tytułu nabycia gruntów na cele nierolnicze i nieleśne], Orzecznictwo Sądów Polskich i Komisji Arbitrażowych, 1985 r., poz. 196 c.
- Glosa do uchwały SN z 21 III 1983 r. AZS I/83 [Dot. nakładania na przedsiębiorstwa państwowe obowiązku odpłatnych świadczeń rzeczowych na cele zwalczania zagrożeń w ruchu drogowym], Problemy Praworządności, 1984, nr 3, s. 66–70.